# Superkapr
Superkapři (též omega3kapr) jsou tržní ryby běžných rybníkářských forem kapra obecného, které byly vyprodukovány speciální metodou vynalezenou pracovníky Jihočeské univerzity v Českých Budějovicích působících na Fakultě rybářství a ochrany vod a ve Výzkumném ústavu rybářském a hydrobiologickém ve Vodňanech. Technologie výroby superkapra spočívá hlavně v přesných postupech přikrmování kaprů v rybníce, kdy speciální krmné směsi (užitný vzor) na bázi rostlinných olejů žádoucím způsobem doplňují přirozenou potravu kapra.

## Dietetická hodnota superkapra
Superkapří maso obsahuje především zvýšenou koncentraci omega-3 nenasycených mastných kyselin.
Účinky pravidelné konzumace superkapra byly klinicky zkoumány v IKEMu a na dobrovolnících po operaci ischemické choroby srdeční zotavujících se Lázních Poděbrady. V listopadu 2011 byly tyto studie vyhodnoceny a potvrdily se zamýšlené pozitivní dopady superkapří diety na pacienty se srdečními problémy.
Pro zdravé osoby má konzumace superkaprů prakticky stejné přínosy jako konzumace běžných kaprů. Způsob výroby superkapra způsobuje nárůst nákladů oproti běžné výrobě kaprů o několik procent. Dražší superkapři nemají výrazně vyšší užitnou hodnota pro běžného spotřebitele a proto budou mít minoritní tržní podíl.

## Označení superkapra
K odlišení superkaprů slouží známka omega3kapr.